# Marie Krøyer (film)
 For alternative betydninger, se Marie Krøyer. (Se også artikler, som begynder med Marie Krøyer)
Marie Krøyer er en dansk historisk dramafilm fra 2012, instrueret af Bille August. Filmen har manuskript af Peter Asmussen efter Anastassia Arnolds bog Balladen om Marie og handler om den unge Marie Krøyer, der var gift med den ældre, berømte skagensmaler P.S. Krøyer. De danske anmeldere modtog generelt filmen godt og beskrev bl.a. Marie Krøyer som en traditionel film – der hverken i sit filmsprog eller i sin fortælling bryder nyt land – men også en flot, følsom og fint fortalt film. Filmen rostes endvidere for lyset og de sanselige billeder fra den grove nordjyske natur. En del anmeldere påpegede endvidere, at filmen kun skildrer et hjørne af kvinden Marie Krøyer.

## Medvirkende
- Birgitte Hjort Sørensen – Marie Krøyer
- Søren Sætter-Lassen – P.S. Krøyer
- Sverrir Gudnason – Hugo Alfvén
- Lene Maria Christensen – Anna Norrie
- Tommy Kenter – Lachmann
- Nanna Buhl Andresen – Henny Brodersen

## Produktion
Marie Krøyer er baseret på Anastassia Arnolds bog Balladen om Marie og er Bille Augusts første danske filmproduktion siden Pelle Erobreren fra 1987. Den er produceret af SF Film med støtte fra Det Danske Filminstitut.
Optagelserne begyndte i Skagen og Marstrand i august 2011.